# Soldier Boy
Soldier Boy är en låt skriven av Luther Dixon och Florens Green. Låten släpptes av The Shirelles 1962 och blev en stor hit, och toppade Billboard Hot 100. Låtens text handlar om en flicka som älskar en soldat där hon lovar att respektera honom medan han är borta. Denna sång blev också populär i olika latinamerikanska regioner i USA. 